# Ferganasaurus
Ferganasaurus é um gênerode dinossauro do clado Sauropoda. Há uma única espécie descrita para o gênero Ferganasaurus verzilini. Seus restos fósseis foram encontrados no vale de Fergana, em sedimentos da formação Balabansai, no Quirquistão. É um saurópode, mas pouco mais se sabe acerca dele.